# الدوري الذهبي 2007
تنافس على المليون دولار في الدوري الذهبي لسنة 2007، 5 رياضين و5 رياضيات خلال 6 محطات.
يجب الفوز ب 6 محطات لنيل جائزة المليون دولار.

## الفائزون
- يلينا ايزينبايفا  روسيا
- سانيا ريتشاردز  الولايات المتحدة

## النتائج
|               | أوسلو 15 يونيو                    | باريس 6 يوليو                     | روما 13 يوليو                     | زوريخ 7 سبتمبر                    | بروكسيل 14 سبتمبر                 | برلين 16 سبتمبر                    |
| ------------- | --------------------------------- | --------------------------------- | --------------------------------- | --------------------------------- | --------------------------------- | ---------------------------------- |
| رجال          |                                   |                                   |                                   |                                   |                                   |                                    |
| 100 متر       | أسافا باول · جامايكا              | دريك ادكينس · جزر البهاما         | أسافا باول · جامايكا              | فرنسي اوبيكويلو · البرتغال        | أسافا باول · جامايكا              | سيدي دور جايوزما · النرويج         |
| 110 م حواجز   | أنور موور · الولايات المتحدة      | ديرون روبلي · كوبا                | أنور موور · الولايات المتحدة      | ديرون روبلي · كوبا                | ديرون روبلي · كوبا                | ألن جونسون · الولايات المتحدة      |
| 1500 م        | بريمين كيبروك كيبروتو · كينيا     | الين ويب · الولايات المتحدة       | عادل الكوش · المغرب               | مهدي باعلا · فرنسا                | دانيل كيبشرشير · كينيا            | دانيل كيبشرشير · كينيا             |
| رمي الرمح     | ترو بيتكاماكي · فنلندا            | ترو بيتكاماكي · فنلندا            | اندرياس توركيلدسين · النرويج      | اندرياس توركيلدسين · النرويج      | ترو بيتكاماكي · فنلندا            | ترو بيتكاماكي · فنلندا             |
| الوثب الثلاثي | فيليبس ايدوو · المملكة المتحدة    | كريستيان أولسون · السويد          | كريستيان أولسون · السويد          | والتر دافيس · الولايات المتحدة    | والتر دافيس · الولايات المتحدة    | اريك ويلسون · الولايات المتحدة     |
| نساء          |                                   |                                   |                                   |                                   |                                   |                                    |
| 100 متر       | ستيفاني دورت · جامايكا            | توري ادواردس · الولايات المتحدة   | توري ادواردس · الولايات المتحدة   | كريستين ارون · فرنسا              | فيرونيكا كامبل · جامايكا          | كارميليتا جيتير · الولايات المتحدة |
| 400 متر       | سانيا ريتشاردز · الولايات المتحدة | سانيا ريتشاردز · الولايات المتحدة | سانيا ريتشاردز · الولايات المتحدة | سانيا ريتشاردز · الولايات المتحدة | سانيا ريتشاردز · الولايات المتحدة | سانيا ريتشاردز · الولايات المتحدة  |
| 100 م حواجز   | ميشيل بيري · الولايات المتحدة     | ميشيل بيري · الولايات المتحدة     | ميشيل بيري · الولايات المتحدة     | سوسانا كالور · السويد             | سوسانا كالور · السويد             | سوسانا كالور · السويد              |
| الوثب العالي  | يلينا سريسانيكو · روسيا           | بلانكا فلاسيتش · كرواتيا          | بلانكا فلاسيتش · كرواتيا          | بلانكا فلاسيتش · كرواتيا          | بلانكا فلاسيتش · كرواتيا          | بلانكا فلاسيتش · كرواتيا           |
| القفز بالزانة | يلينا ايزينبايفا · روسيا          | يلينا ايزينبايفا · روسيا          | يلينا ايزينبايفا · روسيا          | يلينا ايزينبايفا · روسيا          | يلينا ايزينبايفا · روسيا          | يلينا ايزينبايفا · روسيا           |

## المصدر
- IAAF

| الدوري الذهبي (الاتحاد الدولي لألعاب القوى)                                                  |
| 1998 \| 1999 \| 2000 \| 2001 \| 2002 \| 2003 \| 2004 \| 2005 \| 2006 \| 2007 \| 2008 \| 2009 |